# چاپاتی
چاپاتی نام یک نوع نان سنتی هندی است و یک غذای اصلی در هند، نپال، بنگلادش، پاکستان، قرقیزستان، سریلانکا، شبه جزیره عربستان، شرق آفریقا و دریای کارائیب است. این نوع نان نیازی به خمیرمایه و ورآمدن ندارد و اکثراً با آرد گندم تهیه می‌شود و هر روز یا در هر وعده غذایی در خانه توسط زنان پخته می‌شود و گرم به همراه غذا سرو می‌شود. برای پخت این نان از ساج نان‌پزی که به هندی به آن تاوا می‌گویند استفاده می‌شود.
چاپاتی توسط مهاجرانی از شبه قاره هند، به ویژه بازرگانان هندی به آسیای مرکزی، آسیای جنوب شرقی، شرق آفریقا و کارائیب معرفی شدند.

## تاریخچه
کلمه چاپات (به مراتی: चापट) به معنای «سیلی» یا «صاف» است که روش سنتی تهیه این نان است. به این صورت که چونه‌هایی از خمیر را برداشته و به صورت نازک بین دو دست پهن می‌کنند و سپس روی تاوا یا همان ماهیتابه تخت می‌پزند.
کلمه چاپاتی در سند قرن ۱۶ آئین اکبری توسط ابوالفضل علامی وزیر امپراتور مغول اکبر ذکر شده است.

## آشپزی
خمیر چاپاتی معمولاً از آرد و آب تهیه و با انگشتان دست ورز داده می‌شود و به مدت حداقل ۱۰ یا ۱۵ دقیقه تا یک ساعت استراحت می‌کند تا گلوتن موجود در خمیر آزاد شود. پس از استراحت، خمیر نرم‌تر و انعطاف پذیرتر می‌شود. بخش‌های کوچکی از خمیر را گرفته و به شکل گلوله‌های گرد درمی‌آورند که بین دو کف دست فشار داده می‌شود. سپس در آرد آغشته می‌شوند و روی یک تخته وردنه (چاکلا) با استفاده از وردنه معروف به ولان یا بلان، پهن می‌شوند. در نهایت روی تاوا یا تابه پخته می‌شوند.
انواع مختلفی از چاپاتی در مناطق مختلف هندوستان پخت می‌شود:
- پنیر چاپاتی: پنیر رنده شده به خمیر چاپاتی اضافه می‌شود که به آن «پانیر پاراتا» نیز می‌گویند.
- تربچه چاپاتی: تربچه رنده شده و پودر زردچوبه به خمیر اضافه می‌شود و چاپاتی معمولاً غلیظ است. این غذا اغلب توسط رانندگان کامیونی که در سفرهای طولانی در دبههای کنار جاده غذا می‌خورند، خریداری و خورده می‌شود. به آن «مولی پاراتا» نیز می‌گویند.
- چاپاتی پر از سبزیجات: هویج، سیب زمینی، نخود فرنگی و شنبلیله پوره شده اندکی در سس ماسالا تفت داده می‌شوند.

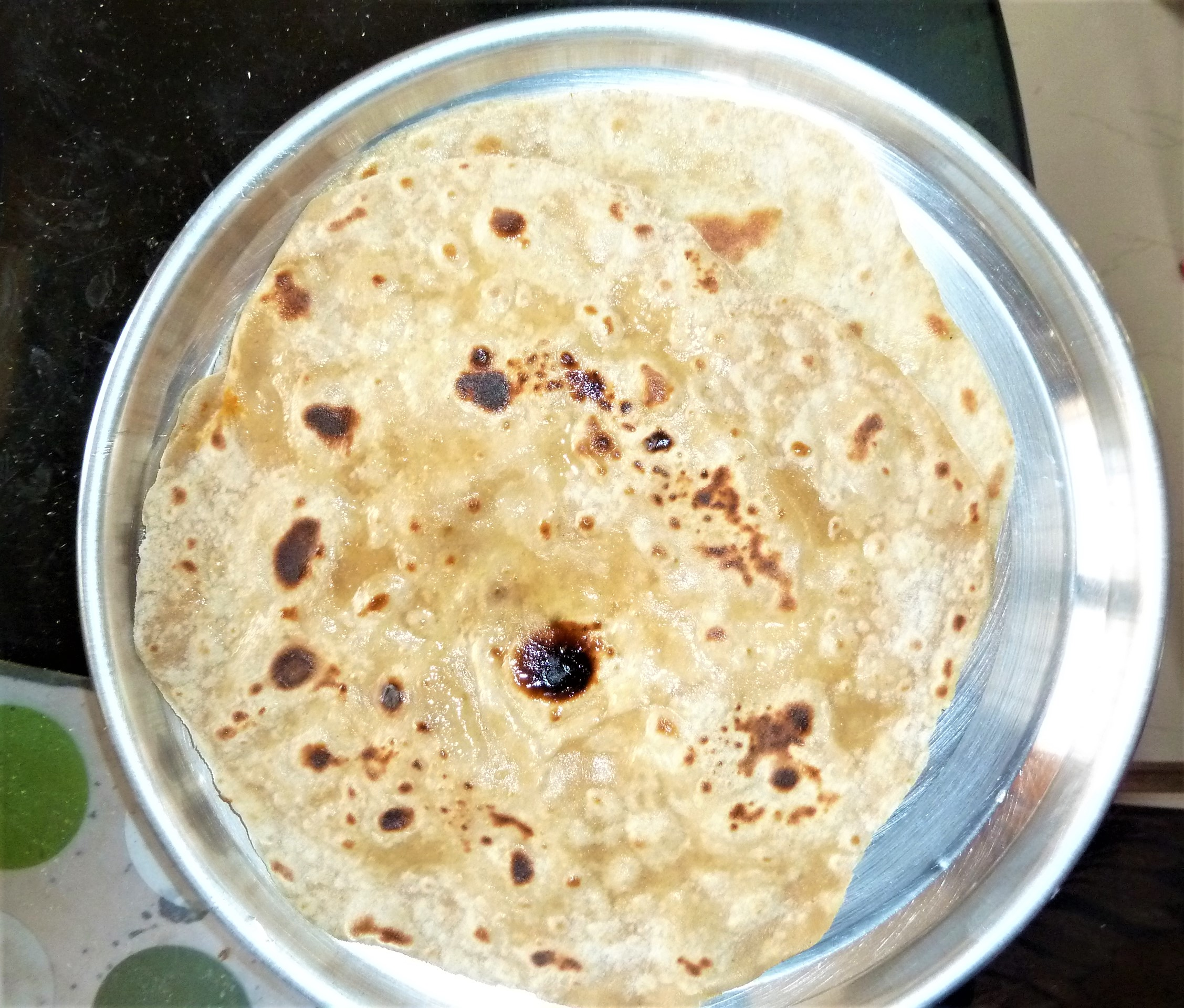
چاپاتی
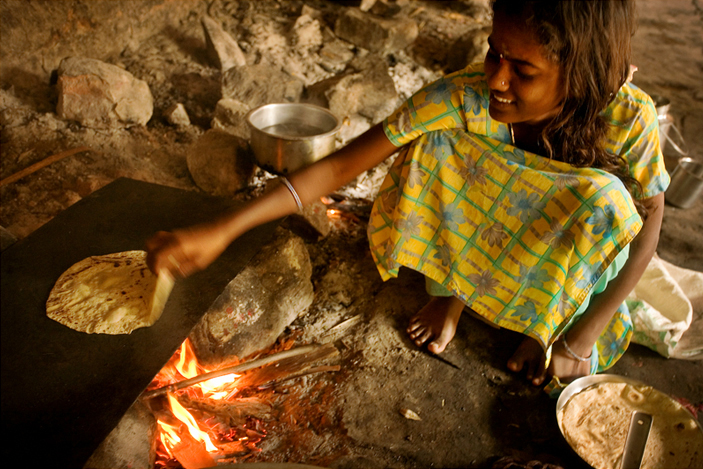
دختری که به روش سنتی چاپاتی می پزد
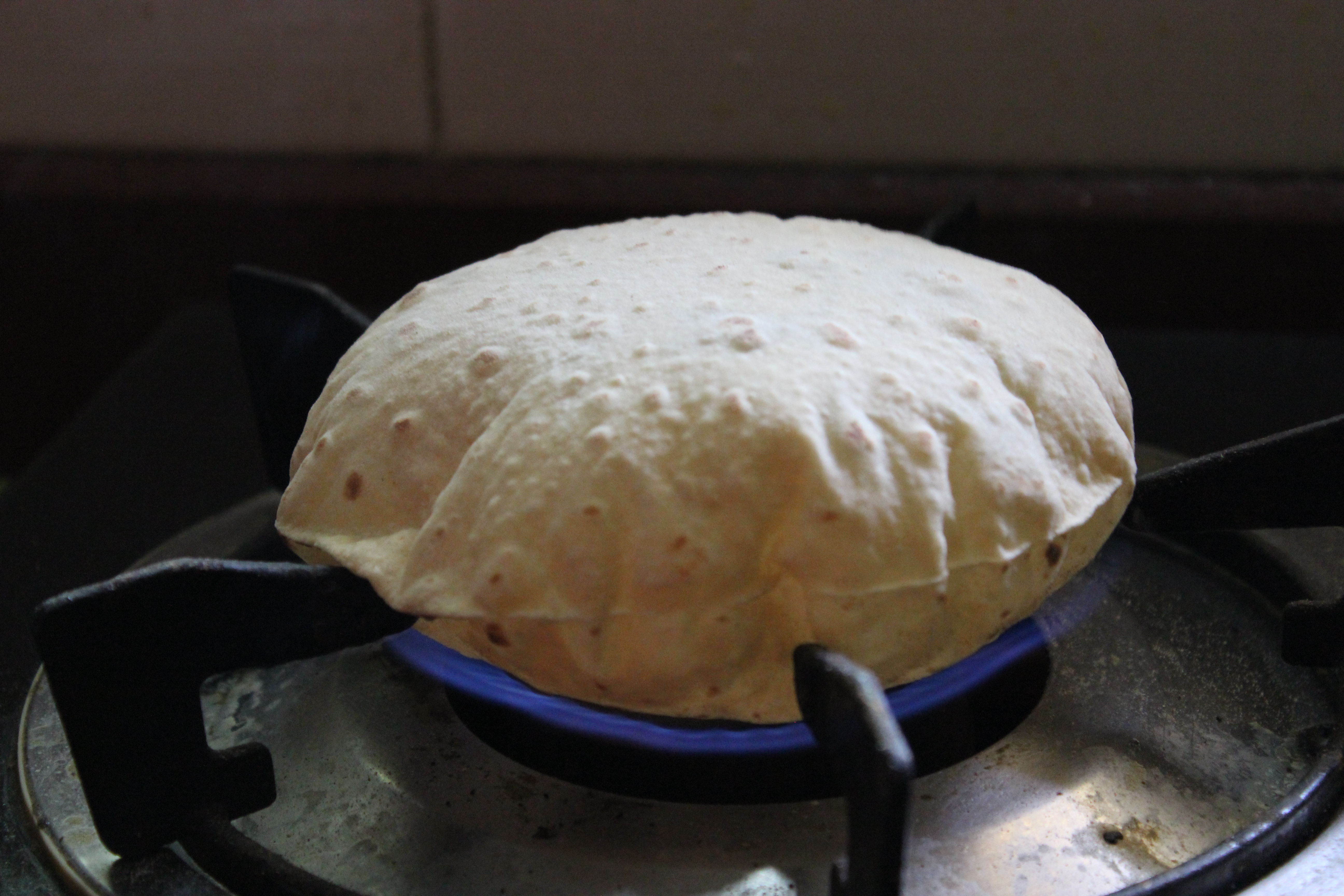
چاپاتی ها روی شعله باز پخته می شوند
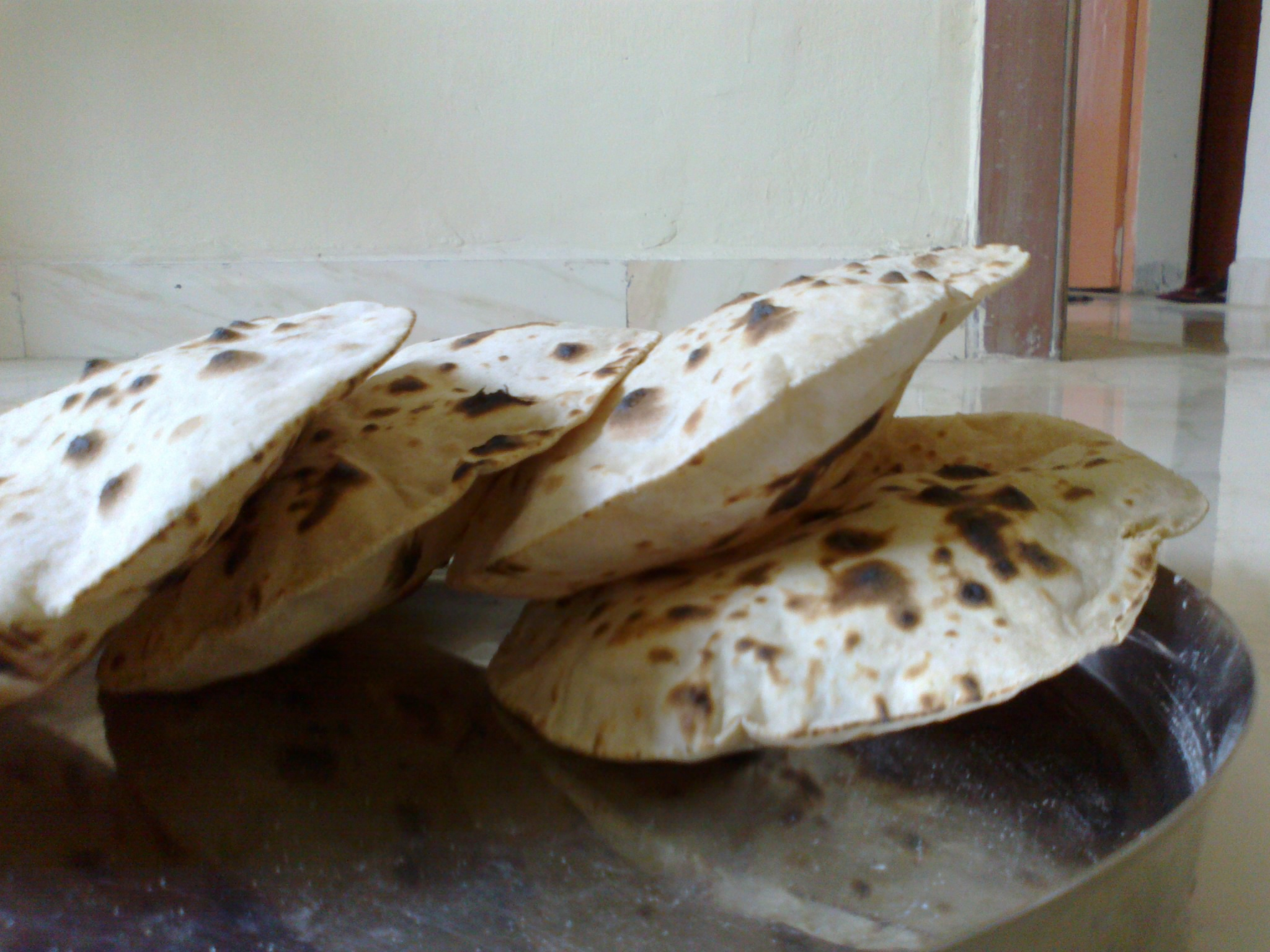
چاپاتی تازه پخته شده
آماده کردن چاپاتی با وردنه
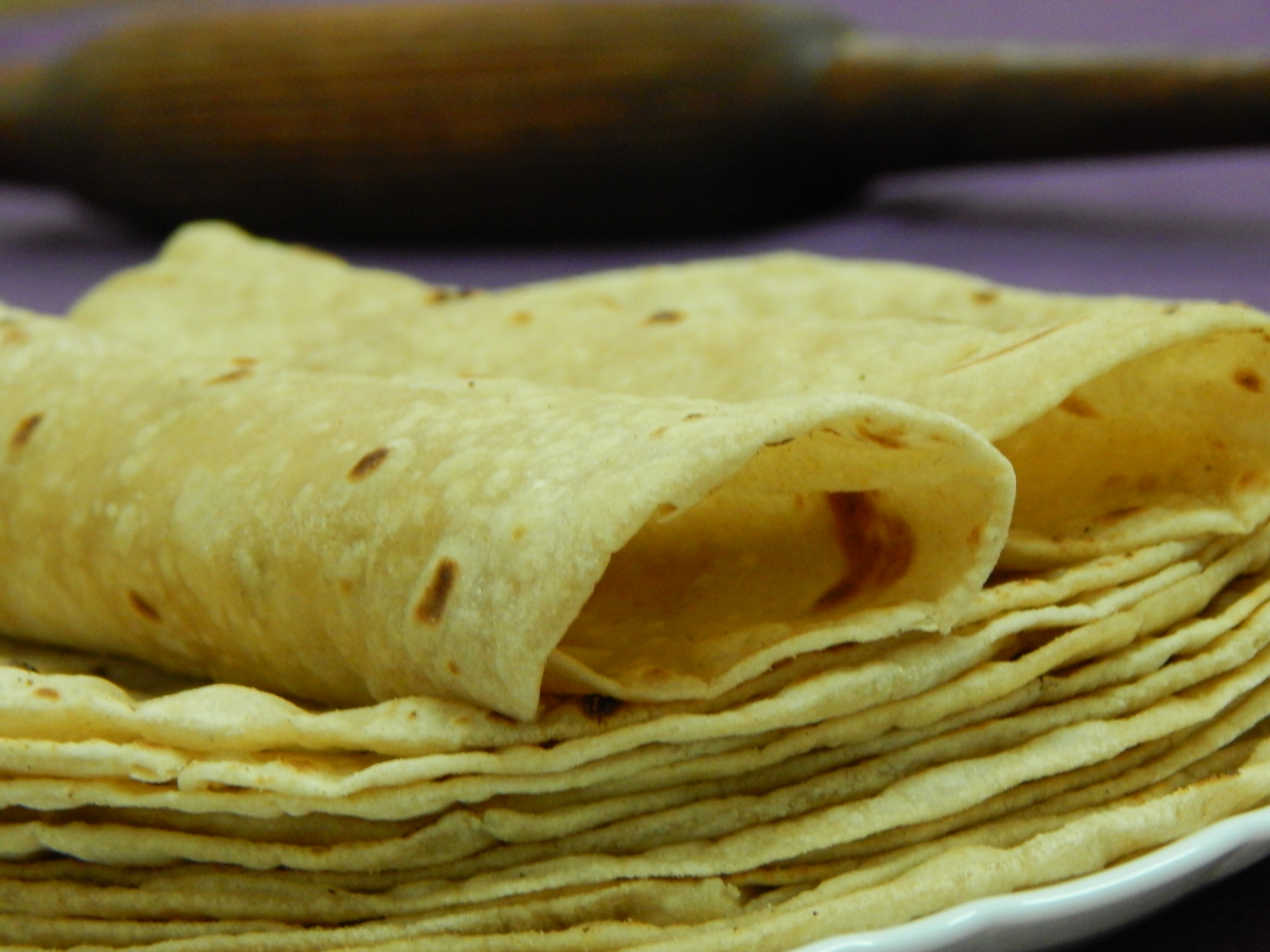
چاپاتی گجراتی، معروف به روتلی که نازکتر است
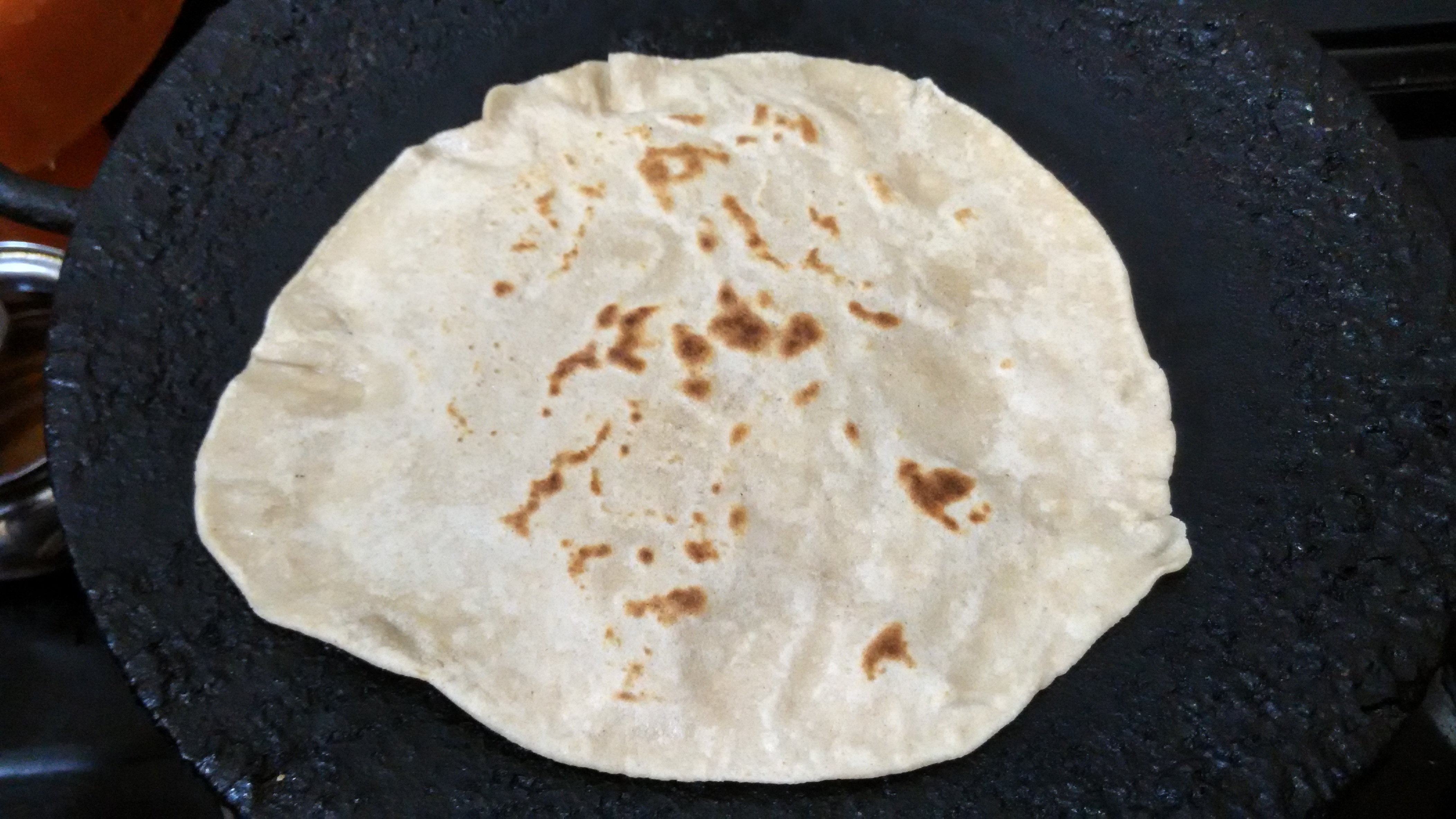
چاپاتی در تامیل نادو پخته می شود
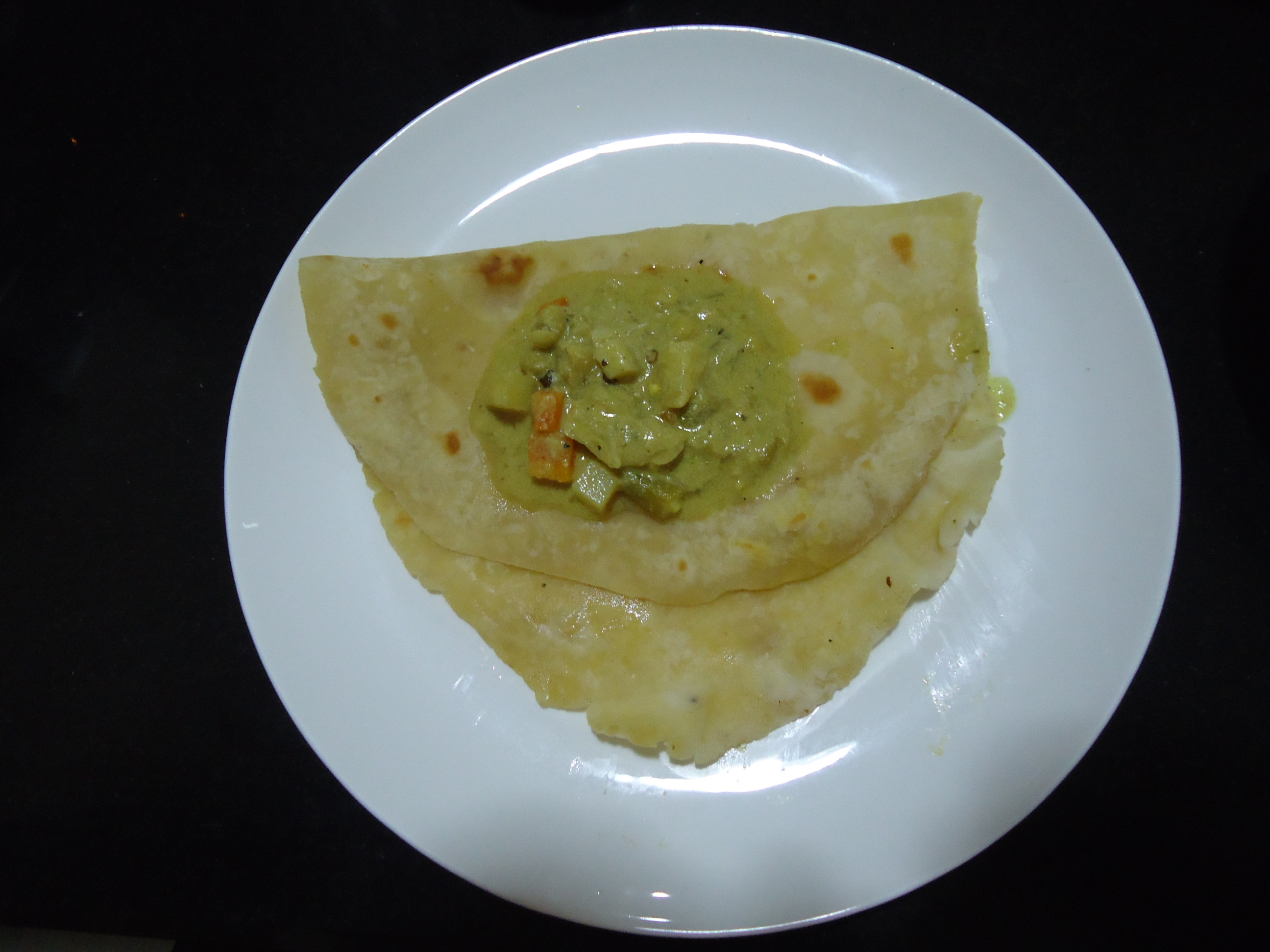
چاپاتی و کاری سیب زمینی از کرالا
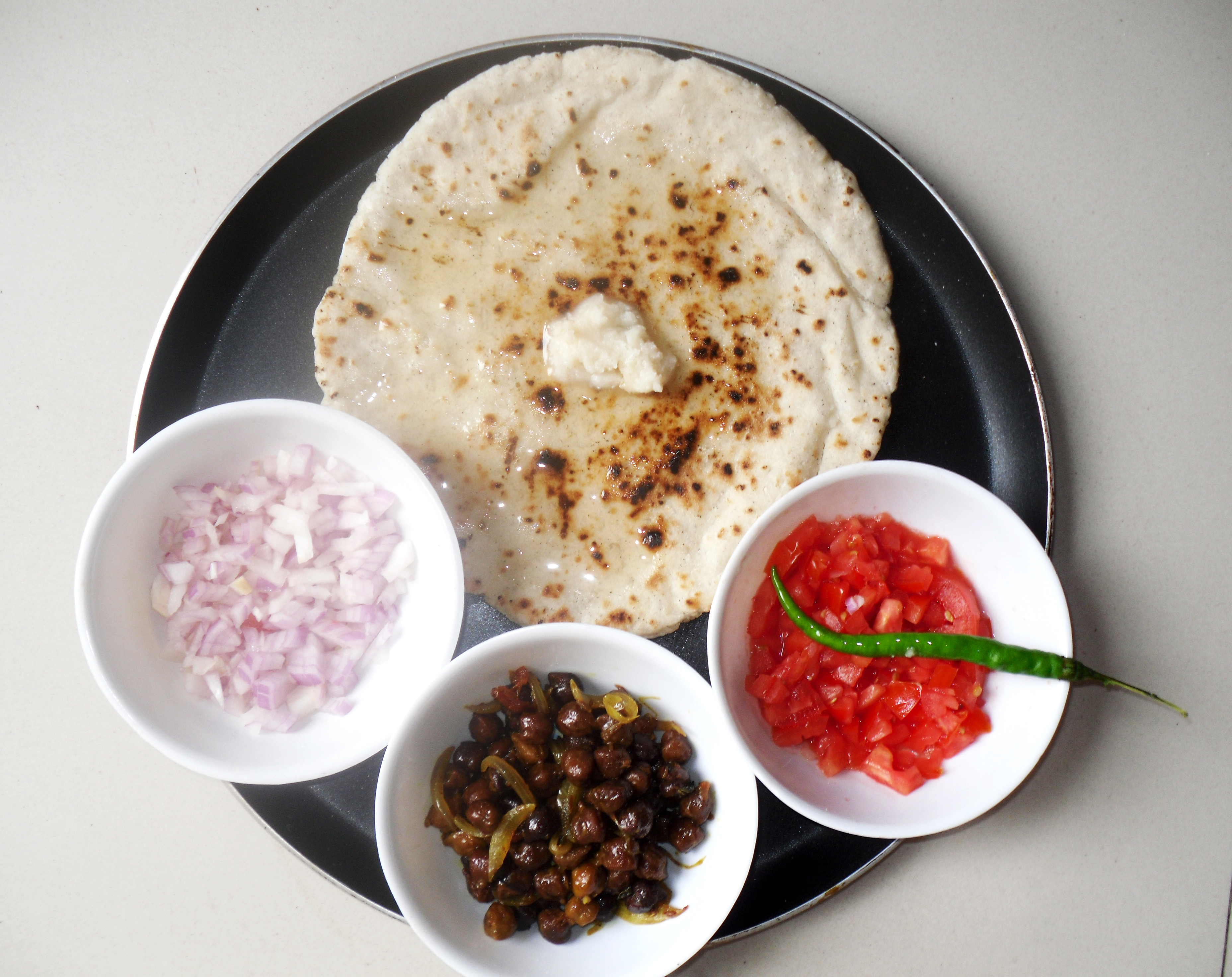
چاپاتی با طرف های مختلف و روی آن کره سرو می شود
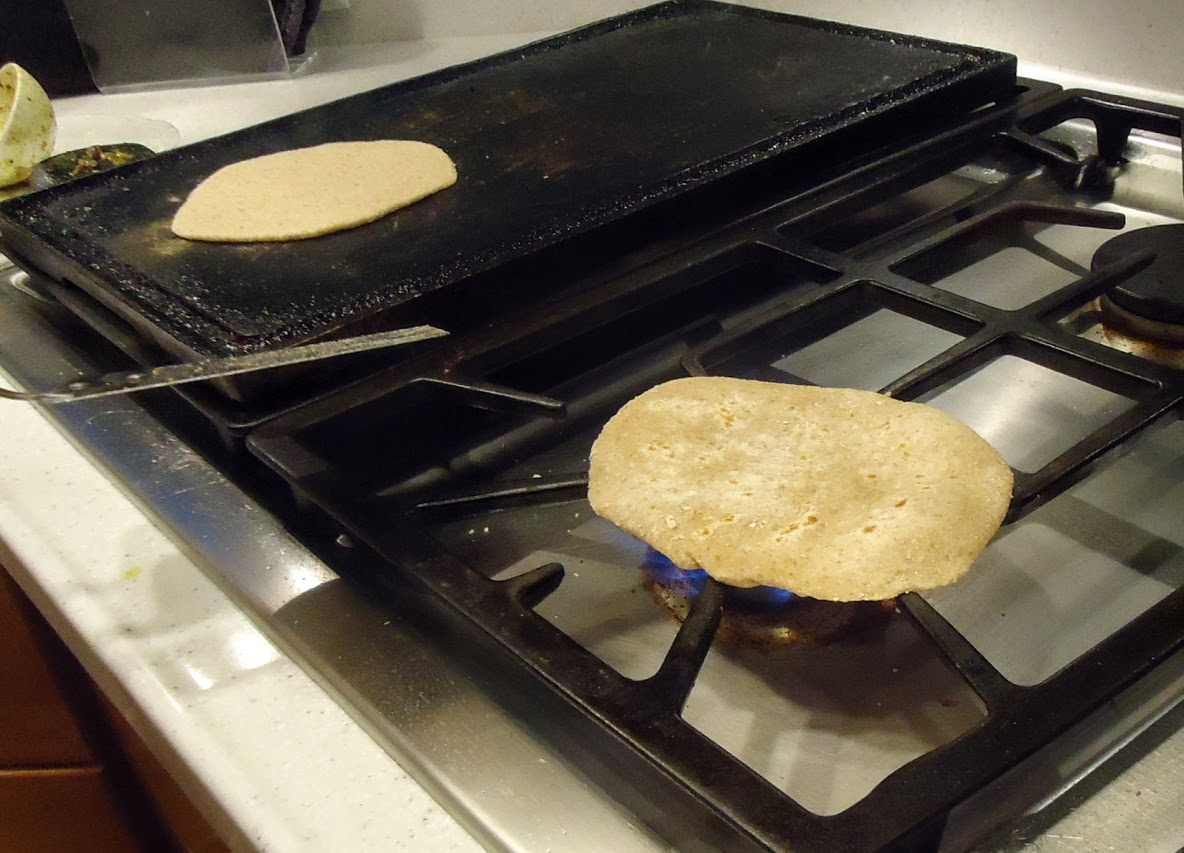
چاپاتی پس از پختن روی تاوا روی شعله باز پخت می شود